# Treponema pallidum
Treponema Pallidum er en gram-negativ bakterie, som forsager sygdommen Syfilis.
 Der er for få eller ingen kildehenvisninger i denne artikel, hvilket er et problem. Du kan hjælpe ved at angive troværdige kilder til de påstande, som fremføres i artiklen.